# Jeff Cronenweth
Jeffrey Scott "Jeff" Cronenweth (14 de janeiro de 1962) é um diretor de fotografia estadunidense, mais famoso por trabalhar com o diretor David Fincher nos filmes Fight Club, The Social Network, The Girl with the Dragon Tattoo e Gone Girl.

## Biografia
Cronenweth nasceu em Los Angeles, Califórnia. Ele é filho do lendário diretor de fotografia Jordan Cronenweth, tendo trabalhado com seu pai como carregador de câmera e segundo assistente de câmera nos seus tempos de colégio. Ele se formou na USC School of Cinematic Arts.  Durante a década de 1990, ele se tornou primeiro assistente de câmera e depois operador de câmera.
Junto com seu irmão Tim, ele filmou vários comerciais para a televisão e clipes musicais em Los Angeles.
Seu primeiro grande filme onde ele trabalhou como diretor de fotografia foi Fight Club (1999). Outros filmes notáveis na sua filmografia incluem One Hour Photo (2002), K-19: The Widowmaker (2002), Down with Love (2003) e The Social Network (2010), sendo indicado ao Oscar de Melhor Fotografia pelo último.

## Estilo
Cronenweth é conhecido por usar iluminações fracas, closes, e longas tomadas como aquelas usadas em Fight Club e em muitos de seus clipes musicais. Como ele diz de Fight Club, "Quer estejamos do lado de dentro ou de fora, nós sempre queremos manter a profundiade de campo borrada para manter o público focado naquilo que nós queremos que eles vejam".